# Kesselklippe (Schierke)

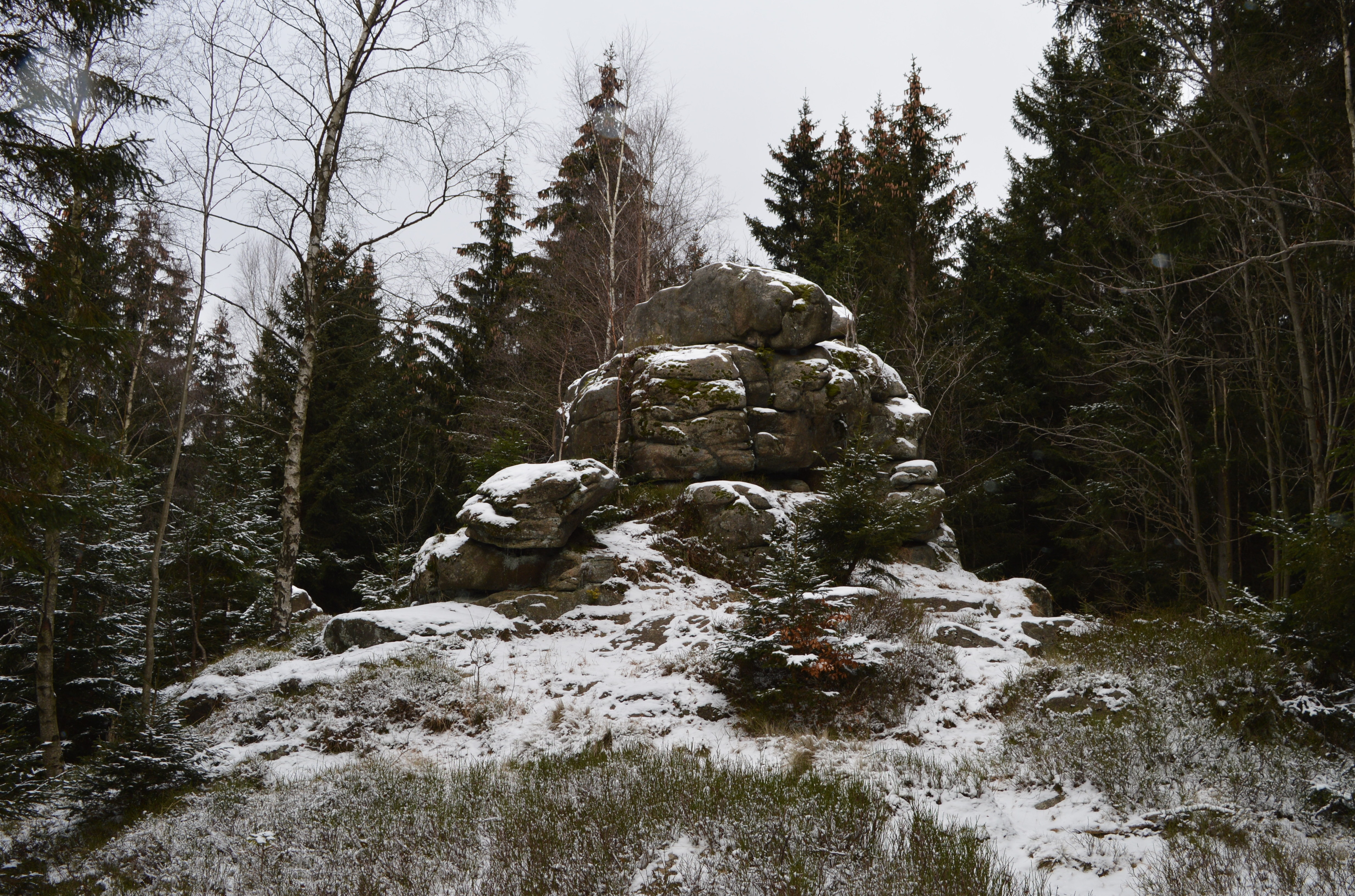
Kesselklippe, 2014

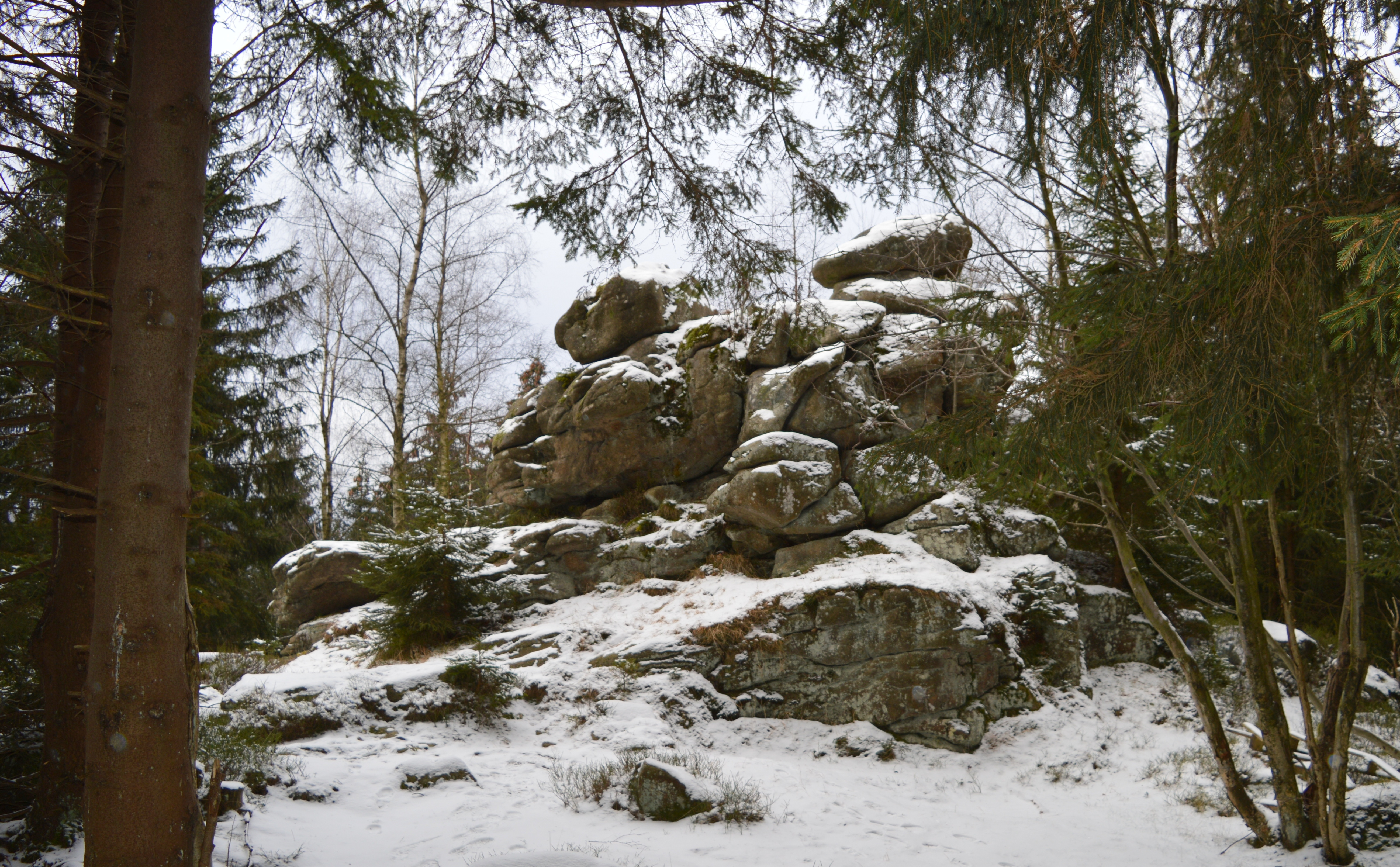
Kesselklippe, Blick von Norden, 2014

Die Kesselklippe ist eine Felsformation im Mittelgebirge Harz bei Schierke im sachsen-anhaltischen Landkreis Harz. Auch auf dem nordwestlich benachbarten Königsberg liegt eine Kesselklippe.

## Geographische Lage
Die Kesselklippe liegt im Nationalpark Harz nördlich oberhalb von Schierke, einem Ortsteil von Wernigerode, auf der Südwestflanke des Erdbeerkopfs (847,7 m ü. NHN). Im Wald befindet sie sich im Bereich der 650-m-Höhenlinie; 150 m nordöstlich der Klippe liegt eine Waldwegstelle auf 664,2 m Höhe.

## Verkehrsanbindung und Wandern
Durch das bei der Kesselklippe gelegene Schierke führt als Teil der Kreisstraße 1356 die Brockenstraße (anfangs Hagenstraße genannt). Von dieser Straße oder vom in Klippennähe an der Brockenbahn gelegenen Bahnhof Schierke kann man die Klippe aufsuchen. Etwas südlich der Klippe verläuft ein Wanderweg entlang dem Nordrand von Schierke. Nördlich des Schierker Hermann-Löns-Wegs führt ein ausgeschilderter Wanderweg zur Klippe. Nördlich der Klippe verläuft der Wanderweg Neuer Weg von Schierke zur Alten Bobbahn.